# Christian Wilhelm Heinrich Bardili
Christian Wilhelm Heinrich Bardili (* 15. Januar 1789 in Kirchheim unter Teck; † 30. November 1847 in Stuttgart) war ein deutscher Geistlicher und Bibliothekar.

## Leben
Bardili studierte Theologie und Philologie und wurde 1808 in Tübingen promoviert. Von 1813 bis 1847 war er Diakon in Bad Urach. Nachdem er sich mehrmals beworben hatte, bekam Bardili im Juni 1847 die Stelle des Dritten Bibliothekars an der Königlichen Öffentlichen Bibliothek in Stuttgart.
Er gab Schriften von Cornelius Nepos, Caesar und Cicero heraus.
Ende November 1847 beging er Selbstmord, indem er sich im Neckar ertränkte.

## Veröffentlichungen
- Dissertatio De Historiae Universalis Argumento. Schramm, Tübingen 1808 (Zugl. Tübingen, Univ., Diss., 1808).
- Hrsg. zusammen mit August Staveren u. a.: Cornelii Nepotis Quae Extant Cum Selectis Superiorum Interpretum Suisque Animadversionibus Edidit …, 2 Bände. Societatis Wuertembergicae, Stuttgart / Hartmann, Leipzig 1820.
- Hrsg.: C. Julii Caesaris De Bellis Gallico Et Civili Pompeiano Nec Non A. Hirtii Aliorumque De Bellis Alexandrino, Africano Et Hispaniensi Commentarii. Typographia Societatis Wuertembergicae, Stuttgart / Hartmannus, Leipzig 1822.
- Hrsg.: M. Tullii Ciceronis Tusculanarum Disputationum Libri Quinque, 3 Bände, Hahn, Hannover 1837.